# Georg Sterzinsky
Georg Maximilian kardinál Sterzinsky (9. února 1936 Warlack (dnes Worławki) – 30. června 2011 Berlín) byl německý římskokatolický kněz, arcibiskup Berlína, kardinál.

## Kněz
Narodil se na území dnešního Polska a byl po válce jako devítiletý spolu s rodiči odsunut do Německa. Studoval v semináři v Erfurtu, kněžské svěcení přijal 29. června 1960, a byl inkardinován do diecéze Erfurt-Meiningen. Působil zde jako kněz, přednášel v semináři (kde byl rovněž prefektem), v letech 1981 až 1989 vykonával funkci generálního vikáře. Vedl mj. diecézní ekumenickou komisi a staral se o diecézní vydavatelství.

## Biskup a kardinál
V květnu 1989 byl jmenován pomocným berlínským biskupem, biskupské svěcení mu udělil biskup Joachim Wanke. Mezi lety 1989 a 1990 byl předsedou Berlínské biskupské konference. Při konzistoři v červnu 1991 ho papež Jan Pavel II. jmenoval kardinálem. Po povýšení Berlína na metropoli v červnu 1994 se stal arcibiskupem. Po dovršení kanonického věku podal rezignaci na funkci arcibiskupa, kterou papež Benedikt XVI. přijal 24. února 2011. V květnu téhož roku byl hospitalizován se zápalem plic, zemřel o měsíc později. Jeho nástupcem se stal kardinál Rainer Maria Woelki.